# Saint-Sigismond (Maine-et-Loire)
Saint-Sigismond korábbi község Franciaország Loire mente régiójában, Maine-et-Loire megyében. 2024. január 1-jén beolvadt Ingrandes-le-Fresne-sur-Loire új községbe.
Lakosainak száma 390 fő (2021. január 1.). Saint-Sigismond Belligné, La Chapelle-Saint-Sauveur, Le Fresne-sur-Loire, Champtocé-sur-Loire, Ingrandes-Le Fresne sur Loire, Le Louroux-Béconnais, Villemoisan és Loireauxence községekkel határos.

## Népesség
A település népessége az elmúlt években az alábbi módon változott:
| Lakosok száma | 306  | 256  | 266  | 368  | 369  | 369  | 384  | 384  | 387  | 390  |
|               | 1968 | 1982 | 1990 | 2006 | 2011 | 2015 | 2016 | 2018 | 2019 | 2021 |